# Premio Lenin
El Premio Lenin (en ruso: Ленинская премия) fue uno de los máximos premios de la Unión Soviética. Fue creado el 23 de junio de 1925 y se concedió hasta el año 1934. En el periodo entre 1935 y 1956, el Premio Lenin no fue otorgado. El 15 de agosto de 1956 fue restablecido, y se fue entregando cada año hasta 1990, el 22 de abril (fecha del cumpleaños de Vladímir Ilich Lenin), a personas que hubieran sobresalido en los campos de la ciencia, la literatura, las artes, la arquitectura y la tecnología. 
El Premio Lenin no debe ser confundido con el Premio Lenin de la Paz, que solía ser entregado a extranjeros por su contribución a la "causa de la paz". Tampoco con el Premio Estatal de la Unión Soviética o Premio Stalin. Hubo personas galardonadas tanto con el Premio Lenin como con el Premio del Estado de la Unión Soviética.
El 23 de abril de 2018, el jefe de la región de Uliánovsk, Sergei Morozov , reintrodujo el Premio Lenin por logros en humanidades, literatura y arte coincidiendo con el 150.° cumpleaños de Lenin en 2020.

## Premiados (lista incompleta)

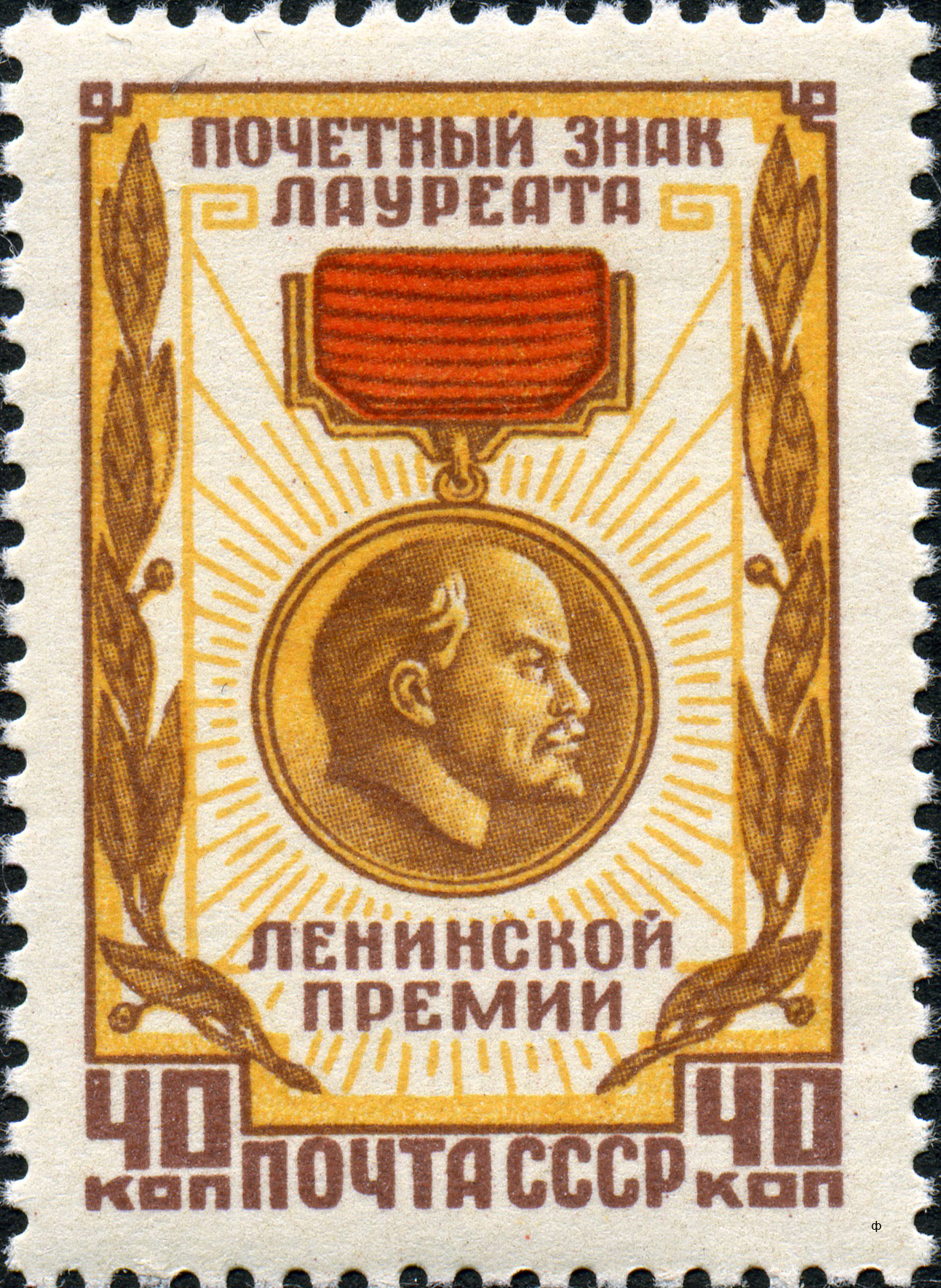
Sello de 1958, que muestra la Medalla del Premio Lenin.

### Década 1920
- Nikolái Kravkov (Николай Павлович Кравков, 1926, farmacólogo (premio póstumo))
- Nikolái Vavílov (Николай Иванович Вавилов, 1926, genetista)

### Década 1930
- Nikolái Demiánov (1930, químico)
- Aleksandr Chernyshov (1930, ingeniero de radio)

### Década 1940
- Mijaíl Shólojov (1941, escritor)

### Década 1950
- Dmitri Nalivkin (1957, geólogo)
- Mstislav Kéldysh (1957, científico)
- Serguéi Prokófiev (1957, músico)
- Dmitri Shostakóvich (1958, músico)
- Nikolái Bogoliúbov (Николай Николаевич Боголюбов, 1958, físico)
- Vladímir Véksler (1959, físico)
- Aram Jachaturián (1959, músico)
- Natalia Shpiller (1951, cantante de ópera)[2]

### Década 1960
- Aleksandr Berezniak (Александр Яковлевич Березняк, 1961 por el misil P-15)
- Kornéi Chukovski (Корней Чуковский, 1962, escritor)
- Alekséi Pogorélov (Алексей Васильевич Погорелов, 1962, matemático)
- Oleg Antónov (1962, ingeniero aeronáutico)
- Chinguiz Aitmátov (Чингиз Айтматов, 1963, escritor)
- Mstislav Rostropóvich (Мстислав Леопольдович Ростропович, 1963, músico)
- Irena Sedlecka (escultora)
- Aleksandr Deineka (1964, pintor)
- Hanon Izakson (Ханон Ильич Изаксон, 1964, creador de maquinaria de granja)
- Sergei Sergeevich Smirnov (1965, escritor e historiador), por el libro La fortaleza de Brest (1957, 1965).
- Innokenti Smoktunovski (Иннокентий Смоктуновский, 1965, actor)
- Nikolái Lobánov (Ingeniero, inventor y diseñador de paracaídas)
- Alekséi Abrikósov (Алексей Алексеевич Абрикосов, 1966, físico)
- Ígor Moiséyev (Игорь Моисеев, 1967, bailarín)
- Mijaíl Svetlov (Михаил Светлов, 1967, poeta (premio póstumo))

### Década 1970
- Yevgueni Vuchétich (Евгений (Eugene) Вучетич, 1970, escultor)
- Agnia Bartó (Агния Львовна Барто, 1972, poeta)
- Konstantín Símonov (Константин Симонов, 1974, poeta)

### Década 1980
- Miguel Otero Silva (1980, escritor)
- Borís Babaián (Борис Арташеcович Бабаян, 1987 por la supercomputadora Elbrús-2)

### Década 1990
- Alfred Schnittke (Альфре́д Га́рриевич Шни́тке, 1991, músico)